# Debora Vogel
Pour les articles homonymes, voir Vogel.
Debora Vogel (Dvoyre Fogel), née le 4 janvier 1900, à Bourchtyn en Galicie, alors en Autriche-Hongrie et maintenant en Ukraine, et morte assassinée dans le ghetto de Lwów en août 1942, est une poétesse et philosophe polonaise bilingue.

## Biographie
Debora Vogel naît à Bourchtyn dans une famille juive parlant polonais, fille de Anzelm Vogel, un hébraïste et directeur de l'orphelinat de Lwów et de sa femme, Leonia (Lea) Vogel née Ehrenpreis, directrice de l'école professionnelle juive de la ville. Sa sœur meurt durant l'enfance.
Lorsque la Première Guerre mondiale éclate, sa famille fuit à Vienne. Elle y fréquente un gymnasium polonais, puis un gymnasium allemand où elle obtient son diplôme du secondaire en juillet 1918. À Vienne et puis à Lwów elle est active dans le mouvement de jeunesse sioniste Hachomer Hatzaïr. En 1919, Debora Vogel entre à la Faculté de philosophie de l'Université Jan Kazimierz à Lwów,. Le 7 juillet 1926, elle obtient son Ph.D en littérature polonaise à l'université Jagellonne de Cracovie. Sa thèse de doctorat porte sur l'influence d'Hegel sur le philosophe polonais Józef Kremer,. Après son diplôme, elle voyage en Europe, rend visite à son oncle, Marcus Ehrenpreis (de), le grand-rabbin de Stockholm puis part à Berlin et à Paris où elle rencontre Marc Chagall. De retour à Lwów, elle enseigne la psychologie et la littérature polonaise à l'université de formation des professeurs d'hébreu de la ville,.
Bien que ça ne soit pas une langue apprise dans son enfance, Debora Vogel devient active dans les cercles littéraires yiddish en écrivant des poèmes dans cette langue. Elle écrit aussi en polonais, hébreu et allemand. En 1929, elle monte le groupe littéraire-artistique צושטײַער (Tsushtayer, yid. contribution) avec Ber Horowitz, Rachel Korn, Hersch Weber et Mendl Neugroeschel. Elle intègre aussi le groupe Artes (pl) dont sont membres des peintres d'avant-garde comme Aleksander Krzywobłocki (pl), Jerzy Janisch (pl) ou Henryk Streng (pl) (Marek Włodarski) qui ont été influencés, parmi les autres, par Fernand Léger.
Elle publie également des textes dans des journaux yiddish et polonais dont Sygnały et Wiadomości Literackie. Certains de ses poèmes sont aussi publiés dans le magazine mensuel Inzikh publié à New York en 1939, juste avant la déclaration de guerre. Dans les revues polonaises, Debora Vogel écrit des articles sur, entre autres, le photomontage, la haine des Juifs, et l'interrelation entre l'intelligence et le prolétariat.
Aujourd'hui, elle est connue essentiellement pour avoir été la muse de Bruno Schulz qu'elle a rencontré en 1930 et avec qui elle entretient une longue correspondance jusqu'à son décès en 1942. Dedans, ils y parlent de leurs lectures, de la vie quotidienne, de leurs voyages et de leur affinités littéraires. C'est dans les lettres envoyées à Vogel que Schulz écrit les premiers jets de son recueil de nouvelles Les Boutiques de cannelle,. En 1931, Schulz lui propose de l'épouser mais la mère de Debora Vogel s'y oppose,.
Peu après, elle épouse l'ingénieur civil Szulim Barenblüth et donne naissance à son fils unique le 3 mai 1936. En 1941, elle est envoyée dans le ghetto de Lwów avec sa mère, son mari et son fils. Son mari travaille pour le Judenrat. Debora Vogel meurt durant la liquidation du ghetto entre le 10 et le 22 août 1942. Selon Rachel Auerbach, membre de Oyneg Shabbos, raconte que Henryk Streng, qui illustré tous ses ouvrages, a reconnu les corps de la famille rue Bernsteina lors du nettoyage du ghetto après sa liquidation,,,.

## Œuvres
Elle a écrit, entre autres:
- (yi) טאָג־פֿיגורן (Tog-figurn), poèmes (1930)
- (yi) מאַנעקינען (Manekinen), poèmes (1934)
- (yi) אַקאַציעס בליִען (Akatsyes blien), montages (1935)
- (pl) Akacje kwitną, montages (1936)

La bibliographie la plus complète de l'œuvre de Vogel est celle parue dans la première monographie consacrée à l'écrivain publiée par Karolina Szymaniak (pl)
Traductions en polonais
- dans l'annexe de Karolina Szymaniak, Być agentem wiecznej idei. Przemiany poglądów poglądów estetycznych Debory Vogel (2006)[1], poèmes et essais sur l'art et littérature
- dans l'annexe de Montaże. Debora Vogel i nowa legenda miasta (2017)[12], essais sur l'art
- dans Moja dzika koza. Antologia poetek jidysz (2018)[13], poèmes

Traductions en allemand
- Debora Vogel, Die Geometrie des Verzichts. Gedichten, Montagen, Essays, Briefe (2016)[14]

Traductions en anglais
- dans l'annexe de Montages. Debora Vogel and the New Legend of the City (2017)[15], essais sur l'art
- Debora Vogel, Bloom Spaces Debora Vogel's Poetry, Prose, Essays, Letters, and Reviews (2020)[16]

Traductions en suédois
- Debora Fogel, Tomma gator och gula lyktor (2020)[17], poèmes

Traductions en français
- Debora Fogel, Figures du jour (1930) & Mannequins (1934), édition bilingue, traduction de Batia Baum, éditions La Barque, 2023  (ISBN 9782917504666)

## Hommages
Une exposition lui est dédiée dans le Musée de l'art de Łódź (en) en 2017. En 2019, un symposium sur son œuvre est tenue au Centre d'études juives de l'université de Chicago.